# Desa Pabelan (administrativ by i Indonesien, lat -7,29, long 110,51)
Desa Pabelan är en administrativ by i Indonesien.   Den ligger i provinsen Jawa Tengah, i den västra delen av landet, 400 km öster om huvudstaden Jakarta.